# Bengal Nagpur Railway
| Bengal Nagpur Railway                           | Bengal Nagpur Railway       |
| ----------------------------------------------- | --------------------------- |
| Eine erhaltene Garratt-Lokomotive der Klasse N. |                             |
| Streckenlänge:                                  | 1905: 3281 km 1943: 5304 km |
| Spurweite:                                      | 1676 mm, 762 mm             |
|                                                 |                             |

Die Bengal Nagpur Railway, abgekürzt BNR, war eine Eisenbahngesellschaft, die von 1887 bis 1952 in Ost- und Zentralindien tätig war.

## Geschichte
Die Bengal Nagpur Railway wurde 1887 gegründet, um die zuvor von der Staatsbahn betriebene Nagpur-Chhattisgarh-Linie auszubauen und sie dann über Bilaspur nach Asansol zu verlängern, um eine kürzere Route Howrah-Mumbai als die über Allahabad zu entwickeln. Die Nagpur and Chhattisgarh State Railway war ursprünglich in Meterspur gebaut und wurde innerhalb eines Jahres komplett auf die indische Breitspur umgebaut.
Anders als bei früher gegründeten Gesellschaften war das Streckennetz von Anfang an im Besitz der Regierung und die BNR wurde nur mit dem Betrieb der Bahn beauftragt. Daneben gab es auch ein Schmalspurnetz mit 762 mm Spurweite, das bis 1943 eine Länge von 1284 km erreichte.
Am 1. Oktober 1944 wurde die BNR verstaatlicht und am 14. April 1952 wurde sie zusammen mit dem südlichen Teil der East Indian Railway zur Eastern Railway, einer Regionalgesellschaft der Indian Railways, zusammengeschlossen. Am 1. August 1955 wurde das Streckennetz der BNR von der Eastern Railway Region wieder abgetrennt und zur eigenständigen South Eastern Railway. Die neu entstandene Regionalgesellschaft verwendete anfangs sogar das leicht abgeänderte Wappen der BNR.

## Fahrzeuge

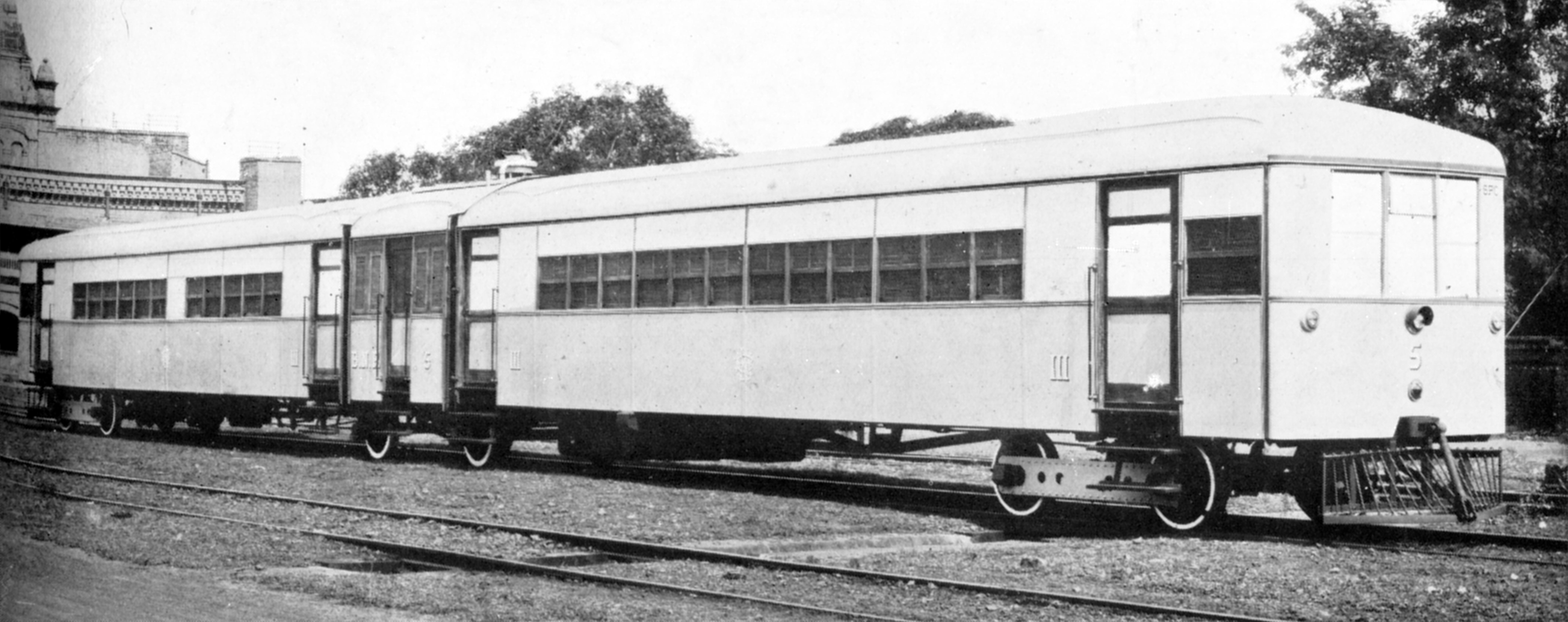
Dampftriebwagen von Sentinel-Cammell.

1925 kaufte die BNR bei Sentinel-Cammell fünf Dampftriebwagen für ihr Schmalspurnetz.
Zwischen 1925 und 1939 ließ die BNR insgesamt 32 Garratt-Lokomotiven bei Beyer-Peacock bauen. Es gab vier verschiedene Baureihen und die 16 Maschinen der Klasse N waren die größten jemals in Indien im Betrieb befindlichen Dampflokomotiven. Sie wurden anfangs vor allem im Kohlenverkehr und später auch vor schweren Erzzügen erfolgreich eingesetzt, wo sie teilweise bis 1970 im Dienst waren. Zwei Exemplare sind erhalten und eine davon steht heute im National Rail Museum of India in Neu-Delhi.
1936 war die BNR im Besitz von 802 Dampflokomotiven (davon 113 Schmalspur), 5 Triebwagen, 692 Personenwagen und 25 434 Güterwagen.

## Klassifizierung
Die BNR wurde nach der von der indischen Regierung 1926 eingeführten Indian Railway Classification als Eisenbahn der Klasse I eingestuft.